# Ferrell Buttress
Ferrell Buttress (englisch für Ferrell-Pfeiler) ist ein markantes und rund 900 m hohes Felsenkliff in der antarktischen Ross Dependency. An der Hillary-Küste ragt es nahe dem östlichen Ende der Cranfield-Eisfälle an der Südflanke der Mündung des Darwin-Gletschers in das Ross-Schelfeis auf. 
Das Advisory Committee on Antarctic Names benannte die Formation im Jahr 2000 nach Lieutenant Commander William F. Ferrell von der United States Navy, Pilot der Abordnung der Flugstaffel VXE-6 in dem zwischen 1978 und 1979 betriebenen Camp auf dem Darwin-Gletscher.